# Williams FW14B
Der Williams FW14B ist ein Formel-1-Rennwagen, mit dem das Team Williams an der Formel-1-Weltmeisterschaft 1992 teilnahm.

## Technik
Der Williams FW14B war seinem Vorgängermodell, dem Williams FW14 sehr ähnlich. Der Hauptunterschied lag darin, dass das Auto eine aktive  Radaufhängung eingebaut hatte. Diese funktionierte am Anfang mechanisch, nach einer Weiterentwicklung elektronisch. Mit der elektronischen Variante war es möglich, die Bodenfreiheit während der Fahrt zu regulieren. Zudem konnte das Team, sobald die Fahrer Unter- oder Übersteuern plagte, die Einstellungen des Autos verändern.
Das Auto wurde von einem Renault-RS4-V10-Motor angetrieben. Dieses Aggregat hatte einen Hubraum von 3,5 Litern und wog rund 140 Kilogramm. Er war gegenüber der Konkurrenz zwar schwerer, aber auch leistungsfähiger, hatte einen niedrigeren Kraftstoffverbrauch, war einfach ins Auto einzubauen und sehr zuverlässig.
Der Williams besaß eine Traktionskontrolle, die über eine für heute einfache Software gesteuert wurde. Weiters verfügte der Wagen über ein halbautomatisches Sechsganggetriebe, welches man bereits im Vorgängermodell eingesetzt hatte. Anfangs war dieses Getriebe nicht sehr zuverlässig, aber es erwies sich nach dem Beheben der Probleme als nahezu unabdingbar, denn damit war es möglich, vier.- bis fünfmal schneller den Gang zu wechseln.
Das Fahrzeug bestand aus einem Einrumpf-Chassis, das aus einem Verbundwerkstoff aus Kohlefasern und Kevlar angefertigt war. Das Chassis hatte deshalb wenig Gewicht, war trotzdem sehr solide und sorgte für gute Sicherheit der Fahrer. Der Anpressdruck wurde durch die leicht hochgezogene Front und die neu geformten Seitenkästen verbessert.

## Fahrer und Konstrukteur
Das Auto entwarf Konstrukteur Adrian Newey. Der Brite Nigel Mansell und der Italiener Riccardo Patrese pilotierten den FW14B. Mansell gewann neun der 16 Saisonrennen und sicherte sich den Fahrerweltmeistertitel. Das Williams-Team gewann den Konstrukteurspokal. Mansell verließ Williams am Ende der Saison, Nachfolger wurde Alain Prost.

## Lackierung
Die Lackierung des Fahrzeugs erfolgte in Weiß, Gelb und Blau der Sponsoren Canon, Labatt’s und Camel. Weitere Kleinsponsoren waren auf den Autos zu sehen. Mansell fuhr mit der roten Startnummer 5 (red five) und Patrese mit der weißen Nummer 6.

## Verbleib
Sebastian Vettel kaufte 2019 einen Williams FW14B beim Auktionshaus Bonhams für 3,02 Millionen Euro. Er zeigt den Wagen bei Veranstaltungen wie dem Goodwood Festival of Speed.